# موش صحرایی امپراتور
موش صحرایی امپراتور (نام علمی: Uromys imperator) گونه‌ای منقرض‌شده از جوندگان خانوادهٔ موشان بود که تنها در جزایر سلیمان یافت می‌شد.

## ویژگی‌ها
این پستاندار از نظر جثه جونده‌ای بسیار بزرگ بود که دمی کوتاه، بدون مو و پوشیده از پولک‌های کوچک داشت. طول بدن آن بین ۳۴ تا ۳۵ سانتی‌متر و طول دمش ۲۵ تا ۲۵٬۸ سانتی‌متر بود و گوش‌هایی به طول حدود ۲ سانتی‌متر داشت.

## انقراض
تیم فلنری، زیست‌شناس استرالیایی با توجه به مشاهدات افراد محلی چنین احتمال می‌دهد که موش امپراتور تا دههٔ ۱۹۶۰ هنوز توانسته بود به بقای خود ادامه دهد ولی پس از آن دیگر دیده نشده است. دلیل انقراض آن‌ها نیز احتمالاً رهاسازی گربه‌های وحشی در دوران استعمار بریتانیا در جزیرهٔ گوادال‌کانال برای مقابله با موش‌ها بوده است و چون موش امپراتور جونده‌ای زمین‌زی و فاقد رفتار دفاعی بوده به آسانی شکار این گربه‌ها شده است.